# Conorhinopsylla nidicola
Conorhinopsylla nidicola är en loppart som beskrevs av Jellison 1945. Conorhinopsylla nidicola ingår i släktet Conorhinopsylla och familjen mullvadsloppor. Inga underarter finns listade i Catalogue of Life.